# 2003年美国联盟冠军赛
2003年美國聯盟冠軍賽是美國職棒大聯盟2003球季後賽決定美國聯盟冠軍的系列賽。在波士頓紅襪和紐約洋基之間進行，他们在美聯分區賽中分别擊敗了明尼蘇達雙城和奧克蘭運動家。

## 概要

### 波士頓紅襪 對 紐約洋基
紐約洋基以4勝3負赢得系列賽
| 場次 | 客隊       | 比分           | 主隊       | 日期     | 球場       | 觀眾人數 |
| ---- | ---------- | -------------- | ---------- | -------- | ---------- | -------- |
| 1    | 波士頓紅襪 | 5：2           | 紐約洋基   | 10月8日  | 洋基體育場 | 56,281   |
| 2    | 波士頓紅襪 | 2：6           | 紐約洋基   | 10月9日  | 洋基體育場 | 56,295   |
| 3    | 紐約洋基   | 4：3           | 波士頓紅襪 | 10月11日 | 芬威球場   | 34,209   |
| 4    | 紐約洋基   | 2：3           | 波士頓紅襪 | 10月13日 | 芬威球場   | 34,599   |
| 5    | 紐約洋基   | 4：2           | 波士頓紅襪 | 10月14日 | 芬威球場   | 34,619   |
| 6    | 波士頓紅襪 | 9：6           | 紐約洋基   | 10月15日 | 洋基體育場 | 56,277   |
| 7    | 波士頓紅襪 | 5：6(延長11局) | 紐約洋基   | 10月16日 | 洋基體育場 | 56,279   |

## 逐場戰況

### 第一場
10月8日，紐約，洋基體育場
| 波士頓紅襪 | 0 | 0 | 0 | 2 | 2 | 0 | 1 | 0 | 0 | 5 | 13 | 0 |
| 紐約洋基 | 0 | 0 | 0 | 0 | 0 | 0 | 2 | 0 | 0 | 2 | 3  | 0 |
| 勝投： 提姆·韋克菲爾德（1–0） 敗投： 麥克·穆西納（0–1） 救援成功： Scott Williamson（1） 全壘打： 紅襪：大衛·歐提茲（1）、Todd Walker（1）、曼尼·拉米瑞茲（1） 洋基：無 |   |   |   |   |   |   |   |   |   |   |    |   |

提姆·韋克菲爾德在前6局完全封鎖洋基打線，而「老爹」大衛·歐提茲在4局下打出2分砲，隨後在第5局，Todd Walker和曼尼·拉米瑞茲也各打出一支陽春砲，洋基雖然在7局下靠著荷黑·波沙達的二壘安打和松井秀喜的高飛犧牲打追回2分，但是最後攻勢無法延續，最終由紅襪拿下了首戰的勝利。

### 第二場
10月9日，紐約，洋基體育場
| 波士頓紅襪 | 0 | 1 | 0 | 0 | 0 | 1 | 0 | 0 | 0 | 2 | 10 | 1 |
| 紐約洋基 | 0 | 2 | 1 | 0 | 1 | 0 | 2 | 0 | X | 6 | 8  | 0 |
| 勝投： 安迪·派提特（1–0） 敗投： 德瑞克·洛夫（0–1） 全壘打： 紅襪：傑森·瓦瑞泰克（1） 洋基：Nick Johnson（1） |   |   |   |   |   |   |   |   |   |   |    |   |

安迪·派提特首局就讓紅襪攻佔滿壘，但是沒有失分。而在二局上，Damian Jackson的安打送回二壘上的傑森·瓦瑞泰克先馳得點，但二局下洋基靠著Nick Johnson的2分砲超前比分。三局下，Bernie Williams的安打送回德瑞克·基特，五局下，松井秀喜的安打讓Bernie Williams得分。紅襪在6局上靠著傑森·瓦瑞泰克的陽春砲將比分追至2比4，但洋基在7局靠著荷黑·波沙達的2分打點二壘安打追加保險分，最後洋基扳平系列賽。

### 第三場
10月11日，波士頓，芬威球場
| 紐約洋基 | 0 | 1 | 1 | 2 | 0 | 0 | 0 | 0 | 0 | 4 | 7 | 0 |
| 波士頓紅襪 | 2 | 0 | 0 | 0 | 0 | 0 | 1 | 0 | 0 | 3 | 6 | 0 |
| 勝投： 羅傑·克萊門斯（1–0） 敗投： 佩卓·馬丁尼茲（0–1） 救援成功： 馬里安諾·李維拉 （1） 全壘打： 洋基：德瑞克·基特 （1） 紅襪：無 |   |   |   |   |   |   |   |   |   |   |   |   |

第3戰由紅襪王牌「神右」佩卓·馬丁尼茲對決前紅襪賽揚強投羅傑·克萊門斯，4局上半，荷黑·波沙達獲得保送，接著Nick Johnson和松井秀喜的接連安打送回超前分，但是下一棒的Karim Garcia被馬丁尼茲投出觸身球擊中背部。接著Garcia在二壘前出局，但他滑壘時故意衝撞二壘手Todd Walker，且在回休息區時和佩卓發生口角。接著4局下半羅傑·克萊門斯往曼尼·拉米瑞茲頭部投出近身球，兩隊因此板凳清空。洋基72歲的板凳教練Don Zimmer趁此時衝向馬丁尼茲，馬丁尼茲的反擊讓Zimmer跌倒，13分鐘後比賽繼續，拉米瑞茲最終遭克萊門斯三振。但衝突並未因此結束，9局上，洋基後援投手Jeff Nelson和芬威球場整理員在牛棚區發生扭打。
7局下，洋基投手Félix Heredia保送大衛·歐提茲，接替上來的何塞·孔特雷拉斯被Kevin Millar打出二壘安打，Trot Nixon雖然打出雙殺打但送回歐提茲，不過紅襪最終沒有再攻下任何分數，以一分差輸給洋基。
```
                       在之後的關於衝突的採訪，Don Zimmer表示"板凳清空當時我只想著佩卓，因為那是我唯一能痛扁佩卓的機會"，
             
                       而佩卓·馬丁尼茲則表示Karim Garcia你算是老幾?(Who are you Karim Garcia?)，敢質疑我這資歷十年的球員?
```

### 第四場
10月13日，波士頓，芬威球場
| 紐約洋基 | 0 | 0 | 0 | 0 | 1 | 0 | 0 | 0 | 1 | 2 | 6 | 1 |
| 波士頓紅襪 | 0 | 0 | 0 | 1 | 1 | 0 | 1 | 0 | X | 3 | 6 | 0 |
| 勝投： 提姆·韋克菲爾德（2–0） 敗投： 麥克·穆西納（0–2） 救援成功： Scott Williamson（2） 全壘打： 洋基：Rubén Sierra（1） 紅襪：Todd Walker（2）、Trot Nixon（2） |   |   |   |   |   |   |   |   |   |   |   |   |

提姆·韋克菲爾德再度對決麥克·穆西納，這場比賽還因雨延了一天，第4局，Todd Walker打出系列賽第2轟，雖然5局上德瑞克·基特打出一分打點的二壘安打追平比數，但5局下Trot Nixon再打出一支全壘打超前比分，9局上，洋基靠著Rubén Sierra的全壘打讓比賽回到一分差，不過Scott Williamson成功關門，系列賽雙方2比2平手。

### 第五場
10月14日，波士頓，芬威球場
| 紐約洋基 | 0 | 3 | 0 | 0 | 0 | 0 | 0 | 1 | 0 | 4 | 7 | 1 |
| 波士頓紅襪 | 0 | 0 | 0 | 1 | 0 | 0 | 0 | 1 | 0 | 2 | 6 | 1 |
| 勝投： David Wells（1–0） 敗投： 德瑞克·洛夫（0–2） 救援成功： 馬里安諾·李維拉 （2） 全壘打： 洋基：無 紅襪：曼尼·拉米瑞茲 （2） |   |   |   |   |   |   |   |   |   |   |   |   |

2局下，洋基在滿壘時靠著Karim Garcia和阿方索·索利安諾的連續安打打回3分，4局下，曼尼·拉米瑞茲也打出系列賽第二轟。
David Wells主投7局只被敲出4支安打掉一分，成為比賽致勝功臣。

### 第六場
10月15日，紐約，洋基體育場
| 波士頓紅襪 | 0 | 0 | 4 | 0 | 0 | 0 | 3 | 0 | 2 | 9 | 16 | 1 |
| 紐約洋基 | 1 | 0 | 0 | 4 | 1 | 0 | 0 | 0 | 0 | 6 | 12 | 2 |
| 勝投： Alan Embree（1–0） 敗投： 何塞·孔特雷拉斯（0–1） 救援成功： Scott Williamson（3） 全壘打： 紅襪：傑森·瓦瑞泰克（2）、Trot Nixon（2） 洋基：傑森·吉昂比（1）、荷黑·波沙達（1） |   |   |   |   |   |   |   |   |   |   |    |   |

洋基隊在首局下就靠著傑森·吉昂比的全壘打先馳得點，3局上，傑森·瓦瑞泰克的陽春砲先追平比數，接下來在滿壘情況下，大衛·歐提茲和Kevin Millar的連續安打讓紅襪單局攻下4分。不過4局下，洋基隊靠著荷黑·波沙達和松井秀喜的安打攻佔得點圈，Nick Johnson的二壘安打和Aaron Boone的滾地球出局送回兩分，接著諾馬·賈西亞帕拉發生失誤，讓Karim Garcia上壘，阿方索·索利安諾的兩分打點二壘安打讓洋基也在單局灌進4分。
5局下，荷黑·波沙達的陽春砲追加一分保險，但是在7局上半，諾馬·賈西亞帕拉先打出三壘安打，並靠著松井不穩的傳球回來得分，曼尼·拉米瑞茲打出二壘安打，並靠著暴投上三壘，大衛·歐提茲打出一壘安打送回拉米瑞茲，接替投球的Félix Heredia雖然三振Trot Nixon，但是投出暴投，最後滿壘情況下強尼·戴蒙獲得保送擠回超前分，9局上紅襪再攻下2分保險分，將系列賽逼至第7戰。

### 第七場
10月16日，紐約，洋基體育場
| 波士頓紅襪 | 0 | 3 | 0 | 1 | 0 | 0 | 0 | 1 | 0 | 0 | 0 | 5 | 11 | 0 |
| 紐約洋基 | 0 | 0 | 0 | 0 | 1 | 0 | 1 | 3 | 0 | 0 | 1 | 6 | 11 | 1 |
| 勝投： 馬里安諾·李維拉 （1–0） 敗投： 提姆·韋克菲爾德 （2–1） 全壘打： 紅襪：Trot Nixon （3），Kevin Millar （1），大衛·歐提兹 （2） 洋基：傑森·吉昂比2（3）、亞倫·布恩（1） |   |   |   |   |   |   |   |   |   |   |   |   |    |   |

第7戰由「火箭人」克萊門斯對決「神右」馬丁尼茲，2局上靠著Trot Nixon擊出2分砲，這是他系列賽第3轟，4局上，Kevin Millar打出陽春砲，傑森·吉昂比在5局下和7局下各擊出一支全壘打追近比數。8局上，「老爹」歐提茲打出紅襪單場第3轟，將比分拉開至5比2。
8局下，德瑞克·基特打出二壘安打，伯尼·威廉斯打出一壘安打送回基特，松井秀喜和荷黑·波沙達的連續二壘安打追平比數，此時馬丁尼茲才被換下。讓馬丁尼茲持續投球似乎成了紅襪教頭Grady Little最錯誤的決策，因為牛棚其實還有終結者Scott Williamson和系列賽從沒被打出安打的麥克·提姆林兩位大將可用，最後讓洋基把比賽逼入延長賽，11局下半，亞倫·布恩在面對先發兩場全勝的提姆·韋克菲爾德時打出再見全壘打，助洋基打入世界大賽。這場比賽也被認為是基襪世仇賽中最經典的一場。

## 焦點球員
- Trot Nixon—系列賽打擊率3成33，3支全壘打以及5分打點。
- 大衛·歐提茲、曼尼·拉米瑞茲、傑森·瓦瑞泰克及Todd Walker—系列賽皆擊出2支全壘打。
- 提姆·韋克菲爾德—系列賽首戰和第4戰皆拿下勝投，差點成為系列賽MVP。
- 荷黑·波沙達—系列賽打擊率2成96，4支二壘安打。
- 馬里安諾·李維拉—8局投球內容，防禦率僅1.12，2次救援成功(系列賽MVP)。
- Mike Timlin和Alan Embree—兩人合計主投10局，僅被敲出4支安打掉2分。
- 麥克·穆西納和李維拉—兩人在第7戰救援，合計6局6次三振無失分。
- 傑森·吉昂比—第7戰打出雙響砲，為球隊貢獻前2分。
- 亞倫·布恩—在第7戰的第11局擊出再見全壘打。